# Free Pascal
Free Pascal oder Free Pascal Compiler (abgekürzt FPC) ist ein freier Compiler für die Programmiersprachen Pascal und Object Pascal. Die Delphi-ähnliche Lazarus-Entwicklungsumgebung nutzt Free Pascal.

## Entstehungsgeschichte
Free Pascal entstand aus dem Wunsch heraus, 32-Bit-Pascal-Programme einfach und portierbar erstellen zu können. Damals konzentrierte Borland seine Entwicklung ganz auf Windows (das spätere Delphi) und lehnte die Weiterentwicklung des bis heute an Qualität und Geschwindigkeit immer noch vorbildlichen, aber fast komplett in Assembler programmierten Borland-Pascal-Compilers ab (selbst einfache Fehler wie der seit BP7 auftretende „Runtime Error 200“ – ein Überlauf in einer Schleife, welche die Geschwindigkeit der Hardware bestimmen sollte – wurden nicht mehr beseitigt). Der Student Florian Paul Klämpfl entwickelte daraufhin einen eigenen 32-Bit-Pascal-Compiler. Er nannte ihn zunächst FPK, nach den Initialen seines Namens.

## Eigenschaften
Der Pascal-Compiler zeichnet sich durch folgende Eigenschaften aus:
- verfügbar für zahlreiche Betriebssysteme (z. B. Windows, Linux, Mac OS X/OS X/macOS, FreeBSD, Solaris, OS/2 bzw. eComStation, DOS, Game Boy Advance)
- verfügbar für verschiedene Prozessorarchitekturen (z. B. i386, x64, PowerPC, ARM, SPARC)
- kompatibel zu anderen Pascal-Dialekten (z. B. Turbo Pascal, Embarcadero Delphi, und bis einschließlich Version 2.2 auch GNU Pascal)
- integrierte Assembler für die AT&T- und die Intel-Syntax
- optionale Ausgabe des Kompilats in Assemblersprache

Die Entwickler pflegen auch einen Transpiler für Pascal zu JavaScript (pas2js).

## Sprachdialekte
Free Pascal beherrscht die Borland-Pascal-Dialekte. In der Version 2.x ist Free Pascal nahezu Delphi-7-kompatibel. Begrenzt unterstützt werden außerdem die ANSI/ISO-Pascal-Dialekte und Apple Pascal. Außerdem existiert ein OBJFPC-Modus, der umfangreiche Objekt-Pascal-Erweiterungen und zahlreiche Schnittstellen z. B. zu Datenbanken aktiviert.
Die verschiedenen Dialekte können sowohl über Kommandozeilenschalter als auch im Quelltext durch $MODE ausgewählt werden. Derzeit sind folgende Einstellungen möglich:
- Delphi – Delphi-Kompatibilitätsmodus
- TP – Turbo-Pascal-Kompatibilitätsmodus (Object-Pascal-Erweiterungen werden abgeschaltet)
- FPC – Der Vorgabemodus
- OBJFPC – FPC mit Object-Pascal-Erweiterungen
- MACPAS – Kompatibilitätsmodus für Pascaldialekte unter klassischem Mac OS, wie Think Pascal, Metrowerks Pascal und MPW Pascal

Bis zur Version 2.2 gab es noch den GNU-Pascal-Kompatibilitätsmodus GPC.

## Plattformen
In der Version 2.0.4 unterstützt Free Pascal folgende Architekturen:
- IA-32 (Intel 80386 und Kompatible)
- PowerPC
- PowerPC64
- ARM (Zaurus)
- SPARC v8 und v9
- x64 (amd64, x86_64)

Folgende Betriebssysteme werden unterstützt:
- AmigaOS, MorphOS, AROS
- Linux (alle CPUs)
- FreeBSD
- macOS und Darwin (PowerPC und Intel)
- DOS (Go32V2 extender, ab Version 3.2.0 auch nativ)
- OS/2 (EMX und nativ)
- Novell NetWare
- ZETA/Haiku
- Windows
- Microsoft Windows CE
- Game Boy Advance
- Nintendo DS

In Entwicklung:
- Palm OS[4]
- Java Virtual Machine
- Android

## Entwicklungsumgebungen

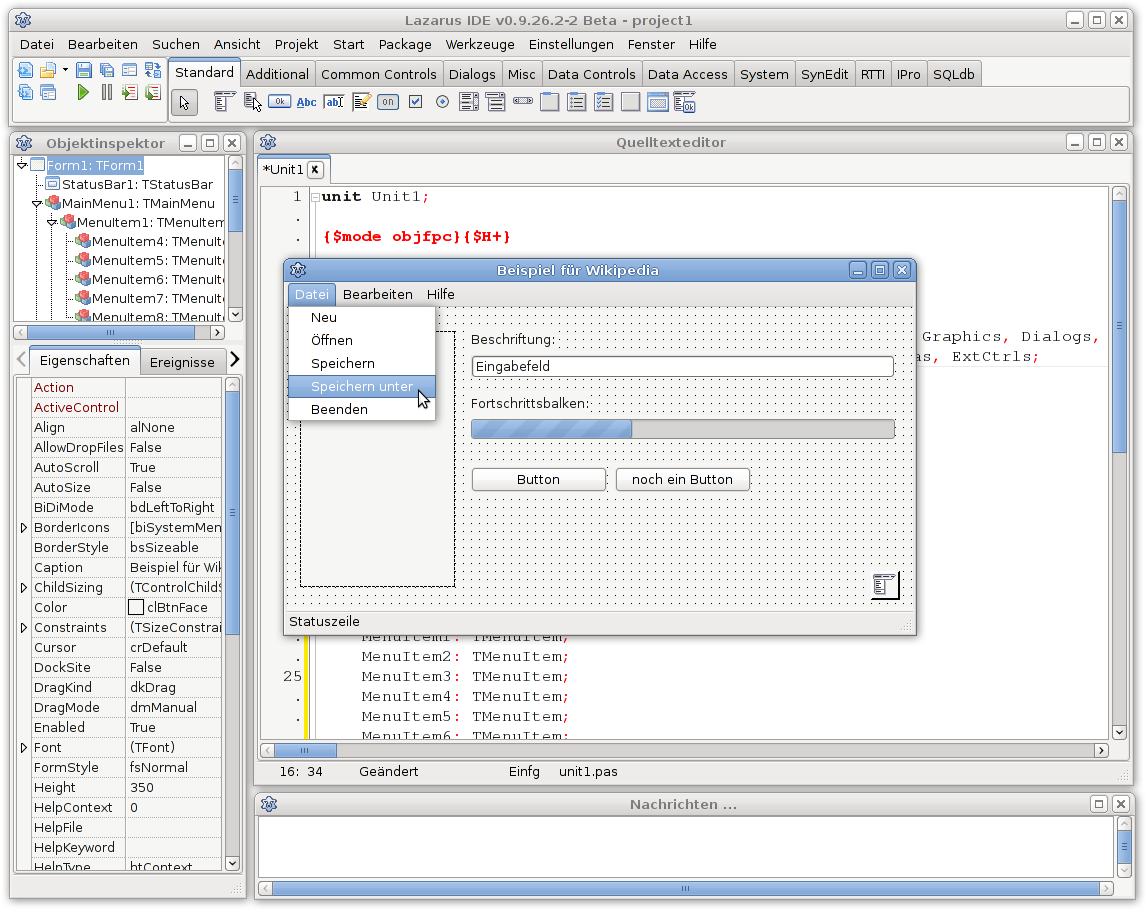
Lazarus-IDE v0.9.26.2

Für die Nutzung stehen verschiedene (ebenfalls frei verfügbare) integrierte Entwicklungsumgebungen (IDE) zur Verfügung:
- Lazarus ist eine freie, Delphi-ähnliche IDE für Rapid Application Development (RAD). Lazarus, das von einer großen Community gepflegt wird, unterstützt eine Vielzahl an Plattformen und Betriebssystemen, unter anderem macOS, BSD, Solaris, Linux und Windows.
- CodeTyphon ist eine freie, Delphi-ähnliche IDE für Rapid Application Development (RAD). CodeTyphon hat Multi-CPU-, Multi-OS- und Cross-Build-Fähigkeiten.[5]
- Eine Textmodus-IDE, die der Borland-Turbo-Pascal-IDE sehr ähnlich ist (ist Teil des FPC-Paketes).
- Eine Kommandozeilenversion, die sich mit den meisten Editorprogrammen (z. B. QEdit, Emacs) sehr gut kombinieren lässt (ist Teil des FPC-Paketes).
- Open Sibyl ist eine Free Pascal-basierte Entwicklungsumgebung für OS/2 und eCS.
- PascalGUI ist eine Entwicklungsumgebung, die direkt auf Android-basierten Geräten läuft.
- MSEide ist eine Umgebung für die Entwicklung leichtgewichtiger Programme mit Free Pascal. Die dazugehörige MSEgui ist eine Klassenbibliothek, die über Xlib direkt mit X11 auf Linux und gdi32 unter Windows kommuniziert. Sie entspricht damit der LCL und den Widgetsets von Lazarus.
- OmniPascal ist ein Free Pascal und Delphi Plugin für Visual Studio Code. Es ermöglicht erweiterte Navigation in Quelltext-Dateien, Codevervollständigung sowie die Integration des Compilers.

## Programmversionen
1993 begannen Arbeiten an Free Pascal. Die erste Version war noch in Turbo Pascal ausschließlich für den DOS-Extender go32v1 geschrieben, was jedoch bereits ein enormer Fortschritt war, da jetzt bis zu 2 GB große Datenbereiche (z. B. Felder für Fast-Fourier-Analysen oder digitale Filter) äußerst einfach verwaltet werden konnten. Bald konnte Free Pascal sich selbst kompilieren, so dass es zu einem 32-Bit-Programm wurde. Die Entwicklergemeinde erweiterte sich rasch und nach einiger Zeit portierte Michaël Van Canneyt Free Pascal auf Linux. Für OS/2 wurde die DOS-Portierung angepasst, sodass sie mit dem EMX-Extender zusammenarbeitet. Auch eine Win32-Portierung wurde durchgeführt.
| Version                   | Veröffentlichung   | Plattform | Bemerkungen |
| ------------------------- | ------------------ | --- | --- |
| 0.2.0                     | 26. Juni 1994      | MS-DOS | |
| 0.6.2                     | unbekannt          | MS-DOS | |
| 0.6.4                     | unbekannt          | MS-DOS | Neues Unit-Format, integrierte Assembler-Option, Korrekturen und Erweiterungen des Compilers und der RTL |
| 0.6.5                     | 23. Juli 1996      | MS-DOS | Korrekturen und Erweiterungen des Compilers und der RTL |
| 0.9.0                     | 2. Dezember 1996   | MS-DOS | |
| 0.9.1                     | 2. April 1997      | MS-DOS | |
| 0.99.5                    | unbekannt          | MS-DOS | Erste veröffentlichte Betaversion |
| 0.99.8                    | unbekannt          | MS-DOS, Windows | Unterstützung von Win32 und erster Delphi-Funktionen |
| 0.99.10                   | 23. Dezember 1998  | MS-DOS, Windows | |
| 0.99.12                   | 25. Juni 1999      | MS-DOS, Windows | |
| 0.99.14                   | 27. Januar 2000    | MS-DOS, Windows | |
| 1.0                       | 12. Juli 2000      | MS-DOS, Windows, OS/2 | Erste finale Version |
| 1.0.2                     | 12. Oktober 2000   | Windows, FreeBSD, OS/2, MS-DOS                                                                                           | Erste Unterstützung für FreeBSD |
| 1.0.4                     | 31. Dezember 2000  | Windows, FreeBSD, OS/2, MS-DOS                                                                                           | Debug-Unterstützung für Klassen, Bereichsprüfung für Int64 und Cardinals, Fehlerbehebungen. |
| 1.0.6                     | 30. April 2002     | Windows, FreeBSD, OS/2, MS-DOS                                                                                           | |
| 1.0.10                    | 11. Juli 2003      | Windows, FreeBSD, OS/2, MS-DOS                                                                                           | In erster Linie Fehlerbehebungen, einige Erweiterungen für Lazarus. |
| 1.9                       | 5. November 2003   | Windows, FreeBSD, Linux, OS/2, MS-DOS                                                                                    | Unterstützung für Linux und PowerPC-Prozessoren |
| 1.9.2                     | 11. Januar 2004    | Windows, FreeBSD, Linux                                                                                                  | |
| 1.9.4                     | 31. Mai 2004       | Windows, Mac OS X, Linux, FreeBSD, OS/2, MS-DOS                                                                          | Erste Version, die Mac OS X unterstützte |
| 1.9.6                     | 1. Januar 2005     | Windows, Mac OS X, Linux, FreeBSD, OS/2, MS-DOS                                                                          | Unterstützung für ARM, SPARC und x64 |
| 1.9.8                     | 24. Februar 2005   | Windows, Mac OS X, Linux, FreeBSD, OS/2, MS-DOS                                                                          | |
| 2.0                       | 15. Mai 2005       | Windows, Mac OS X (Intel und PPC), Linux, FreeBSD, OS/2, MS-DOS                                                          | Umfangreiche Erweiterungen und Verbesserungen |
| 2.0.1                     | 3. Oktober 2005    | Windows, Mac OS X (Intel und PPC), Linux, FreeBSD, OS/2, MS-DOS                                                          | Enthalten in Lazarus 0.9.10 |
| 2.0.2                     | 8. Dezember 2005   | Windows, Mac OS X (Intel und PPC), Linux, FreeBSD, OS/2, MS-DOS                                                          | Insbesondere Fehlerbehebungen, enthalten in Lazarus 0.9.16 |
| 2.0.4                     | 28. August 2006    | Windows, Mac OS X (Intel und PPC), Linux, FreeBSD, OS/2, MS-DOS                                                          | Enthalten in Lazarus 0.9.22 |
| 2.2                       | 10. September 2007 | Windows, Mac OS X (Intel und PPC), Linux, FreeBSD, OS/2, MS-DOS, Windows CE, Game Boy Advance, Nintendo DS               | Erweiterungen in Sprache und Infrastruktur, Lazarus-Unterstützung verbessert, enthalten in Lazarus 0.9.24 |
| 2.2.2                     | 11. August 2008    | Windows, Mac OS X (Intel und PPC), Linux, FreeBSD, OS/2, MS-DOS, Windows CE, Game Boy Advance, Nintendo DS               | Erweiterungen in Sprache und Infrastruktur, enthalten in Lazarus 0.9.26.2 (älteste auf SourceForge gehostete Version). |
| 2.2.4                     | 12. April 2009     | Windows, Mac OS X (Intel und PPC), Linux, FreeBSD, OS/2, MS-DOS, Windows CE, Game Boy Advance, Nintendo DS               | Erweiterungen der Sprache und der Infrastruktur, enthalten in Lazarus 0.9.28 |
| 2.4                       | 1. Januar 2010     | Windows, Mac OS X (Intel und PPC), Linux, FreeBSD, iOS, OS/2, MS-DOS, Windows CE, Game Boy Advance, Nintendo DS          | Spracherweiterungen und Fehlerbehebungen, Unterstützung für Multithreading und Mehrkernprozessoren sowie Packages. |
| 2.4.2                     | 12. November 2010  | Windows, Mac OS X (Intel und PPC), Linux, FreeBSD, Solaris, iOS, OS/2, MS-DOS, Windows CE, Game Boy Advance, Nintendo DS | Enthalten in Lazarus 0.9.30, Unterstützung für FreeBSD auf x86-64 und Solaris |
| 2.4.4                     | 22. Mai 2011       | Windows, Mac OS X (Intel und PPC), Linux                                                                                 | Enthalten in Lazarus 0.9.30.2RC1 |
| 2.6.0                     | 1. Januar 2012     | Windows, Mac OS X (Intel und PPC), Linux                                                                                 | Unterstützung für Objective Pascal, enthalten in Lazarus 0.9.30.4RC1 und Lazarus 1.0 |
| 2.6.2                     | 23. Februar 2013   | Windows, Mac OS X (Intel und PPC), Linux                                                                                 | Verbesserung des Compilers für ARM-Architektur, Erweiterungen von Paketen und Plattformsupport |
| 2.6.4                     | 11. März 2014      | Windows, Mac OS X (Intel und PPC), Linux                                                                                 | Fehlerkorrekturen, web- und json-Pakete synchronisiert, chm-cmd-Compiler verbessert |
| 3.0.0-rc2                 | 21. Oktober 2015   | Windows, Mac OS X (Linux und PPC), Linux, Android u. a.                                                                  | Release-Kandidat RC2 des neuen Entwicklungszweiges 3.0 |
| 3.0.0 (Pestering Peacock) | 25. November 2015  | Windows, OS/2, Mac OS X (Intel und PPC), BSD, Linux, AIX, Android u. a.                                                  | Etliche neue Funktionen, u. a. 16-, 32- und 64-Bit-Kompatibilität, Type Helper, Namensraumhierarchie für Units und Konstruktoren für Klassen, dynamische Arrays und Records.                                                                          |
| 3.0.2                     | 15. Februar 2017   | Windows, macOS (Intel), BSD, Linux, AIX, Android u. a.                                                                   | Fehlerbehebungen und aktualisierte Pakete |
| 3.0.4                     | 28. November 2017  | Windows, macOS (Intel), BSD, Linux, AIX, Android u. a.                                                                   | Fehlerbehebungen und aktualisierte Pakete, die z. T. hohe Priorität hatten |
| 3.2.0                     | 19. Juni 2020      | Windows, macOS (Intel), BSD, Linux, AIX, Android u. a.                                                                   | Einführung u. a. von Standard-Namensräumen, generischen Routinen, verwalteten Records und erweiterten Funktionen für dynamische Arrays. Außerdem Fehlerbehebungen, Bereitstellung neuer Standard-Units und Unterstützung für zusätzliche Plattformen. |
| 3.2.2                     | 20. Mai 2021       | Windows, macOS (Intel+AArch64), BSD, Linux, AIX, Android u. a.                                                           | Offizielle Unterstützung für den Apple M1 SoC und Implementierung zur Benennung von Threads. Außerdem Fehlerbehebungen und Bereitstellung neuer bzw. aktualisierter Standard-Units.                                                                   |

Im Allgemeinen sind veröffentlichte Versionen mit geraden Versionsnummern bezeichnet. Wie bei Lazarus stehen ungerade Versionsnummern für Test- und Entwicklungsversionen sowie Snapshots. Daher schreiten die Bezeichnungen der publizierten Versionen in Zweierschritten voran.
Version 1.0 erschien im Juli 2000. Diese Version hatte schon nahezu Turbo-Pascal‑7/Delphi‑2-Kompatibilität. In der Folgezeit wurde Free Pascal noch auf zahlreiche andere Plattformen und Architekturen portiert, u. a. auf PowerPC, SPARC und ARM. Version 1.9.4 unterstützte erstmals auch Mac OS X.
Version 2.0.0 wurde nach langer Weiterentwicklung schließlich im Mai 2005 veröffentlicht.
Version 2.2 wurde im September 2007 veröffentlicht und unterstützt nun Windows CE, Game Boy Advance und Nintendo DS als Plattform.
Version 2.4 wurde am 1. Januar 2010 fertiggestellt und unterstützt nun 64-Bit-Mac-OS‑X, iPhone OS und Haiku.
Seit August 2011 kann Free Pascal Byte-Code für die Java Virtual Machine erzeugen.
Im Januar 2012 wurde die Version 2.6 veröffentlicht, die u. a. den Objective-Pascal-Dialekt implementiert. Objective Pascal ist eine Pascal-Schnittstelle zur unter OS X und iOS vorrangig eingesetzten Programmiersprache Objective-C.

## Lieferumfang und Installation
Auf der FPC-Website befinden sich direkt installierbare Versionen für die meisten Betriebssysteme. Die Installationen z. B. unter Windows lassen sich jederzeit problemlos und vollständig wieder entfernen. Es existieren u. a. folgende Komponenten/Erweiterungen (ein aktueller Überblick findet sich auf der FPC-Website):
- FPC – Der Compiler selbst
- RTL – Die Laufzeitbibliothek
- FCL – Die Free Component Library (analog zur Delphi VCL)
- Textmode IDE